# Takeuchi Matsujirō

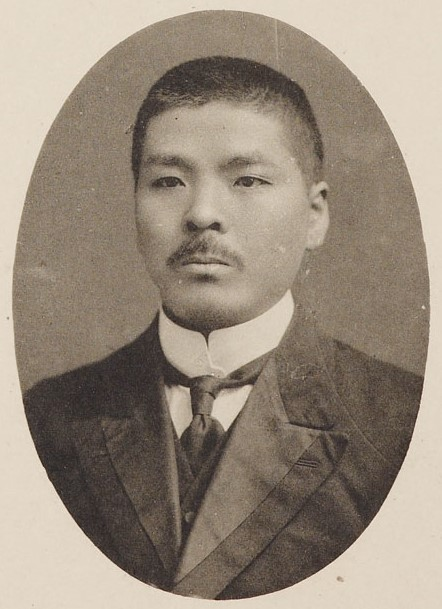
Takeuchi Matsujirō 1918

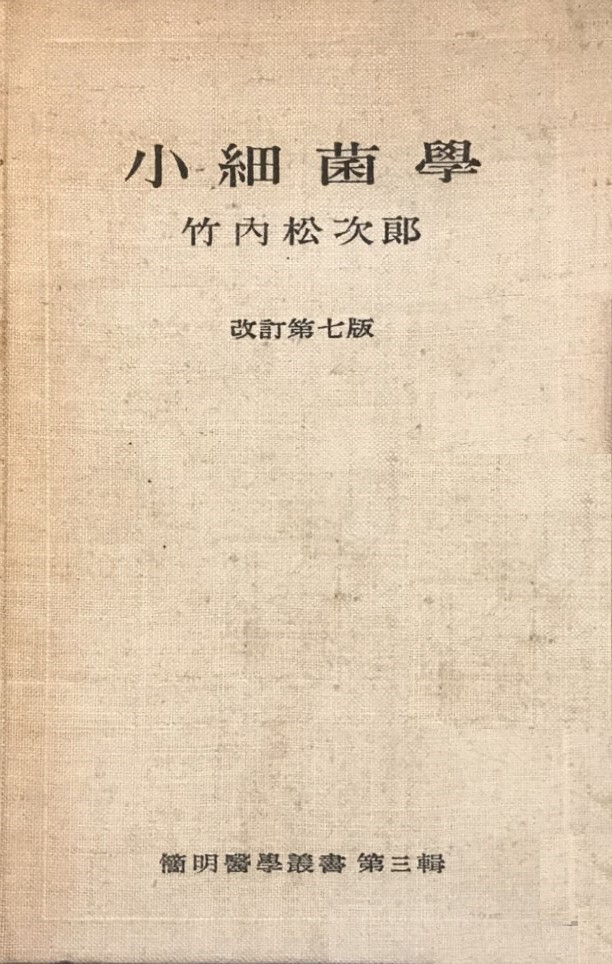
„Mikrobakteriologie“

Takeuchi Matsujirō (japanisch 竹内 松次郎, Schriftstellername Jūshō (十松); geboren 2. Dezember 1884 in Takebu (Präfektur Fukui); gestorben 27. Juli 1977 in der Präfektur Fukui) war ein japanischer Mediziner.

## Leben und Wirken
Takeuchi Matsujirō machte seinen Studienabschluss in Medizin an der Kaiserlichen Universität Tokio. 1912 wurde er Assistent an seiner Alma Mater, 1914 gleichzeitig Mitarbeiter am Institut für Infektionskrankheiten (伝染病研究所, Densenbyō kenkyūjo), 1917 Assistenzprofessor und 1922 Dr. med. und Professor an seiner Alma Mater. Da wurde er zuständig für Kurse in Mykobakteriologie. Zur Weiterbildung besuchte er die Vereinigten Staaten und Europa. Ab 1932 war Takeuchi neben seiner professoralen Tätigkeit Forscher am Institut für Infektionskrankheiten. Ab 1944 übernahm er auch die Leitung des Matsumoto Medical College (松本医学専門学校, Matsumoto igaku semmon gakkō). Er wurde 92 Jahre alt.
1945 ging Matsumoto in den Ruhestand, war dann von 1949 bis 1954 Gründungsrektor der Universität Fukui. Zu seinen Schriften gehören „Kinsei saikin-gaku oyobi men’ekigaku“ (近世細菌学及免疫学) – „Moderne Bakteriologie und Immunologie“ Band 1 und 2, und (小細菌学) – „Mikrobakteriologie“. Im Ruhestand gab er 1952 das Buch „Warera no kyōdo to jimbutsu“ (我等の郷土と人物) – „Unsere Heimat und Charakter“ heraus.